# Classe Magenta
La classe Magenta fu una classe di navi corazzate della Marine nationale, in servizio dal 1862 al 1882. Le due navi della classe, la Magenta e la Solférino, portavano il nome di due battaglie della seconda guerra d'indipendenza italiana, combattute dall'esercito imperiale nell'anno della loro costruzione, la battaglia di Magenta e quella di Solferino.

## Progettazione e costruzione

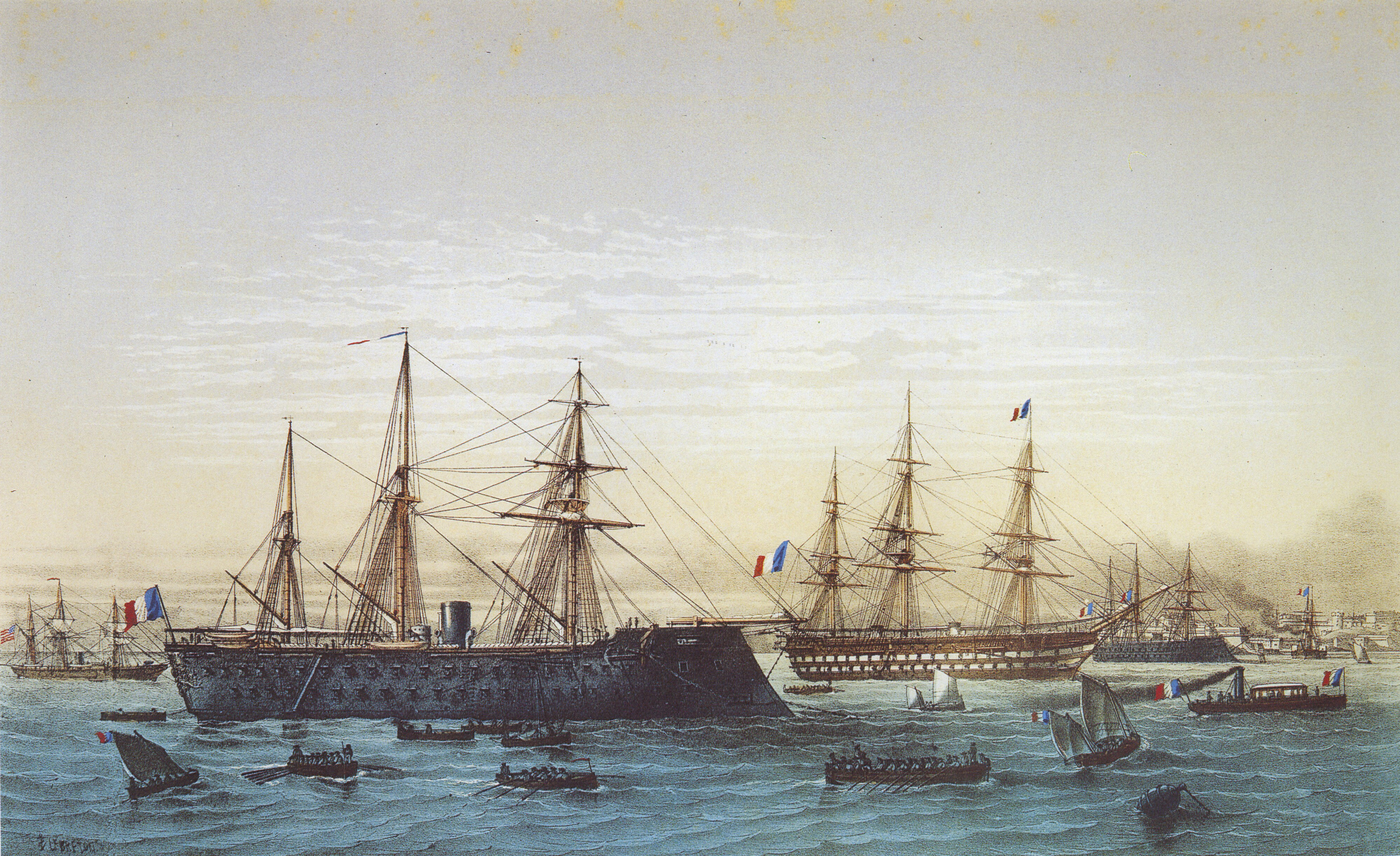
La Magenta, ancora con l'originale velatura a bergantina. Dietro di lei la Napoléon e, sullo sfondo, la sorella Solférino

La classe fu progettata da Henri Dupuy de Lôme come una versione potenziata de la Gloire, prima nave corazzata della storia e furono le uniche navi corazzate a due ponti mai costruite, nonché le prime ad essere progettate per l'impiego del rostro. Entrambe furono impostate nel giugno 1859, quando la Gloire era ancora in costruzione.
Come per la Gloire, lo scafo era in legno protetto da una corazzatura in ferro, ma sui ponti cannoni terminava in sottili paratie e non copriva la prua e la poppa.
Il rostro si estendeva vero l'esterno per 2 metri ed era coperto da un cono di acciaio del peso di 14 t. L'armamento era costituito da 16 cannoni da 194 mm a retrocarica (sul ponte inferiore), 34 cannoni M1860 a canna liscia da 164 mm (10 sul ponte inferiore e 24 sul ponte principale) e due obici ad avancarica a canna rigata da 225 mm. Successivamente i cannoni M1860 furono sostituiti da cannoni M1864.
La propulsione adottata era mista vapore/vela. La velatura, di 1.700 m², era a bergantina, con vele quadre sull'albero di trinchetto e vela aurica sull'albero di maestra.

## Modifiche successive
Nel 1864 la velatura fu aumentata a 1940 m² e si adottò la configurazione a brigantino a palo, con vele quadre sull'albero di trinchetto e di maestra e vela aurica sull'albero di mezzana.
Successive modifiche all'armamento furono:
- Sul Magenta la sostituzione di tutti i cannoni del ponte principale con 4 cannoni da 240 mm e quattro da 190 mm e altri 4 cannoni da 190 mm posti sul ponte superiore.
- Nel 1867/1868 tutti i cannoni del ponte inferiore furono rimossi e il ponte principale armato con 10 cannoni da 240 mm del tipo M1864 o M1866.
- Nel 1868/1869 il Solférino l'armamento cambiò ancora in 10 cannoni da 240 mm pollici tipo M1864 o 1866 sul ponte principale e altri quattro dello stesso tipo in semi-barbette sul ponte superiore.

## Unità
| Nome      | Costruita a | Impostata      | Varata         | Completata     | Destino finale |
| --------- | ----------- | -------------- | -------------- | -------------- | --- |
| Magenta   | Brest       | 22 giugno 1859 | 22 giugno 1861 | 2 gennaio 1862 | Distrutta nell'esplosione di un magazzino di poppa il 31 ottobre 1875. Era scoppiato un incendio a bordo che l'equipaggio tentò di controllare, ma fece in tempo ad allagare solo i magazzini di prua. |
| Solférino | Lorient     | 24 giugno 1859 | 24 giugno 1861 | 25 agosto 1862 | Demolita nel 1882 |